# Bernard Sannig
Bernard Sannig OFM (?- 1704), též Bernhard Sannig, někdy v pramenech uváděný jako Bernard ze Slezska, byl český filozof, teolog a historik, profesor pražské univerzity a církevní právník z řádu františkánů, hodnocený jako nejvýznamnější osobnost tohoto řádu v Českých zemích během 17. století.

## Život

### Narození, studium, ustanovení lektorem
Narodil se buď v roce 1627, nebo 31.1. 1636, nebo až roku 1637 ve dvoře Bischofswald u Nisy ve Slezsku. Studoval na jezuitském gymnáziu v Nise, kde rovněž roku 1655 vstoupil do františkánského řádu, slavné doživotní sliby složil 12. srpna 1656 v Kroměříži. V letech 1656–1659 studoval filozofii a 1659–1663 teologii na klášterním studiu u P. Marie Sněžné v Praze, jeho učiteli byli mimo jiné Antonín Bruodin a Antonín Brouček. Kněžské svěcení přijal v Praze 8. prosince 1662 od pražského arcibiskupa kardinála Harracha. Vynikal již při pražských studiích, proto byl poslán na roční studijní pobyt do Říma (1663–1664). Po návratu byl roku 1664 jmenován lektorem filozofie na františkánských studiích v Nyse, a v roce 1666 generálním řádovým lektorem teologie v Praze a řádným profesorem filozofie na pražské teologické fakultě. Na Arcibiskupském semináři v Praze vyučoval v letech 1657 až 1670, jako poslední z františkánských bratří v 17. století. V letech 1674-1675 působil jako lektor na řádových studiích filozofie fungujících tehdy krátce, prakticky jen díky Sannigovi v klášteře ve Slaném. Bývá považován za nejvýznamnějšího představitele českého skotismu (filozofie v duchovním odkazu bl. Jana Duns Scota) a nejvýznamnějšího českého františkánského teologa raného baroka. Byl rádcem arcibiskupa Arnošta Harracha, který jej jmenoval komisařem Svaté země pro České království.

### Řádový představený
Ve františkánském řádu byl zvolen českým provinciálem, jímž působil nejprve v letech 1675–1678. Jako osvědčený teolog i bratr zkušený ve vedení řádu byl opakovaně generálním řádovým ministrem nebo komisařem pověřován k vizitování zahraničních františkánských provincií, konkrétně slavonské (1674), uherské Salvatoriánské, kam patřila i většina konventů na území pozdějšího Slovenska (1677), bavorské (1680) a o tři roky později postupně tridentské, tyrolské, a opět bavorské. Po působení v českých zemích a okolí byl v roce 1682 zvolen generálním komisařem (představeným) pro tzv. „cismontánskou rodinu“ (vesměs část Evropy severně od Alp) a generálním vikářem (zástupcem generálního představeného) celého řádu františkánů, takže se do roku 1683 zdržoval v Římě. Po návratu jej řádové kapituly opět zvolily českým provinciálem (1684–1687). Podílel se mimo jiné na založení nových konventů v Moravské Třebové, Hostinném, Tachově, započal snahu o zřízení františkánského hospice v Bruntále, ukončil neúspěšnou snahu o obnovu kláštera v Jemnici, v pražském konventu vystavěl severní křídlo s knihovnou, čímž vytvořil nádvoří před kostelem Panny Marie Sněžné. V české provincii měl však i své odpůrce a kritiky, zejména pro své údajně proněmecké postoje. Po skončení funkčního období provinciála proto žil v klášteře ve Znojmě, kde se kromě duchovní i hmotné péče o místní klarisky věnoval horlivě literární činnosti. Třetí období Sannigova římského pobytu spadá do let 1694–1696, kdy byl zvolen generálním definitorem a opakovaně generálním vikářem františkánů. Generálním definitorem byl zvolen celkem čtyřikrát, naposledy roku 1701. O tři roky později se vrací do Čech a byl poslán na odpočinek do kláštera ve Znojmě, kde 10. září 1704 umírá.

### Literární a pastorační činnost
V celém řádu byl titulován čestnými tituly „Doctor Ordinis“ a „Scriptor Ordinis“, který získal spolu s Amandem Hermannem. Sannig a jeho spolubratr Konstantin Dubský (starší) měli v té době jako jediní v české františkánské provincii právo vlastnit a číst církví zakázané knihy. Zasloužil se o rozvoj archivů v jednotlivých klášterech české provincie a jelikož samotné kláštery roztříštěné po celé zemi neumožňovaly dostatečné zajištění pro cenné, zejména fundační dokumenty, založil Sannig v roce 1678 provinční františkánský archiv. Z podnětu Sanniga byly snad ve všech františkánských klášterech české provincie započato se sepisováním pravidelných pamětních knih, které na počátku vždy obsahují stručné dějiny konkrétního kláštera, jejichž autorem byl sám Sannig. Podporoval rozvoj klášterních knihoven, pro něž vydal pravidla, jež měla být pro pořádek vyvěšena v každé knihovně. Poprvé v řádu v českých zemích ustanovil evidenci výpůjček z bibliotéky, nebo jako český provinciál nařídil, sepsání všech knihoven v provincii do inventářů či přikázal, aby v klášterech byl pro nákup knih vyčleněn pravidelný roční peněžní obnos. Založil novou knihovnu v klášteře v Praze u P. Marie Sněžné, apeloval zřízení knihovny v brněnském a tachovském konventu a zajistil tak jejich zřízení. Postaral se o rozšíření a sepsání knižní sbírky v Hájku, Kadani nebo Kroměříži.´ Sannig byl rovněž patrně tvůrcem nového oborového třídění františkánských knihoven, jejichž svazky dle obsahu rozděloval do 22 skupin.
V klášterech Sannig podporoval zakládání lékáren pro potřeby bratří, případně i sousedních klarisek nebo františkánek.
V roce 1677 započal první pokus o beatifikaci Pražských františkánských mučedníků, který však skončil jen potvrzením místního kultu a vyhlášením těchto řeholníků za ctihodné. Podobně Sannig usiloval o oficiální uznání úcty k Anežce Přemyslovně. V roce 1679 sepsal Bernard Sannig pamětní list císaři Leopoldu I., který měl celou záležitost podpořit. Svou starostlivost věnoval kromě františkánského řádu rovněž klariskám, a to jak v snaze o organizační reformu, tak v každodenní pastorační i hmotné péči, zejména ve Znojmě. Pro znojemské klarisky sepsal zvláštní statuta i historii jejich kláštera. V Sannigově péči byly také brněnské sestry františkánky.

## Dílo
Seznam děl v Souborném katalogu ČR, jejichž autorem nebo tématem je Bernard Sannig

### Učebnice
První skupinu a co do objemu jednoznačně nejrozsáhlejší část jeho díla tvoří učebnice různých oborů teologie, filozofie nebo kanonického práva:
- Schola Philosophica Scotistarum seu Cursus philosphicus – 3 díly.[pozn. 4] „Sannig znal dobře prameny i veškerou tehdy již velmi rozrostlou sekundární literaturu, výklad je samostatný a pronikavý. Jeho práce se řadí k tomu nejlepšímu, co bylo o Duns Scotově myšlenkové soustavě v 17. století napsáno, jimi dosáhla pražská scotistická škola mezinárodního významu.“[23]
- Schola Theologica Scotiscarum. 4 svazky. Praha : Urban Baltazar Goliáš, Daniel Michálek, arcibiskupská tiskárna, 1675–1681.[24] Stejně jako výše zmíněné kompendium z filozofie se i Sannigova objemná teologická učebnice těšila velké oblibě mezi řádovými lektory a studenty a na klášterních studiích františkánů byla hojně využívána.[25] Se svou čtyřdílnou teologickou učebnicí byl Sannig rovněž zobrazen na portrétu dříve umístěném v knihovně kláštera u Panny Marie Sněžné v Praze. [26]

- Schola canonica seu Universum ius canonicum nova methodo digestum předkládající ve dvou dílech základní soudobý pramen církevního práva – Decretales Řehoře IX.[pozn. 5]
- Schola controversistica seu Controversiae universae adversus haereticos jako učebnice kontroversistické teologie.[pozn. 6][27]

Sannigova studijní kompendia byla velmi hojně používána v řádových studiích a při formaci na kněžství se připravujících kleriků. Svědčí o tom již zmíněná Sannigem vytvořená knihovní pravidla výslovně zakazující půjčování jeho učebnic mimo klášter (což ostatně platilo i pro jiné knihy) posléze zpřísněné nařízení provinciála Archangela Mascula z roku 1681. Bez jeho zvláštního povolení v něm pod poslušností zakazuje současným i budoucím pražským kvardiánům „jakoukoli knihu skotistické školy“, tedy šestidílné již tehdy vyšlé „Schola theologica scotistarum“ odnášet z knihovny nebo prostorů pro studium a obzvláště mimo klášter, nebo k tomu jiné osobě dávat svolení. O šest let později (1687) provinční definitorium přímo přikázalo vyučovat v klášterních školách podle Sannigových učebnic.

### Historie
Do další skupiny patří historická díla díla, jimiž se snažil pozdvihnout a morálně podpořit řád reformovaných františkánů observantů:
- Die Cronicken der drey Orden deß heiligen Francisci Seraphici. 6 svazků. Neu Stadt Prag nebst Mariä Schnee : Gedruckt bey Johann Nicolaum Hampelii, 1689–1691.[29] První díl pojednává o životě a posmrtných skutcích sv. Františka, 2. díl o prvních františkánských světcích. Dílo, které kromě dále zahrnuje historii řádu od středověku, vyšlo roku 1722 rovněž polsky v překladu polských observantů: Kroniki Trzech Zakonow Postanowionych od Oyca Serafickiego Franciszka Swiętego.[pozn. 8]
- V rukopise zůstala jeho na české reformované františkány a jejich kláštery zaměřená Chronica de origine et constitutione Provinciae Bohemiae Ordinis Fratrum Minorum s. Francisci Reformatum eiusdemque conventuum. 1677–1678. Tuto rukopisnou kroniku nechal vyhotovovit ve čtyřech exemplářích, údajně notářsky ověřených, z toho jeden psaný na pergamenu. Tyto rozeslal na různá místa, kdyby některý z nich byl v budoucnu zničen. Jeden exemplář ponechal v provinčním františkánském archivu v Praze, druhý poslal do Slezska – kláštera v Hlohově, třetí na Moravu do Brna a čtvrtý exemplář zaslal roku 1678 do generálního provinčního archivu v Římě.[pozn. 9][30] V roce 1685 začal psát pokračování této kroniky zahrnující léta 1685–1686.[pozn. 10]

### Františkánství, spiritualita
Nejen ohledem do minulosti se Sannig zabýval františkánstvím, ale podporoval i jeho liturgii a spirituální výchovu:
- Kniha Rituale Franciscanum[pozn. 11] je vlastně kněžskou liturgickou příručkou. Obsahuje ritus (texty) pro jednotlivé svátosti, požehnání všech možných předmětů při svátcích i obecně, konjurace, exorcismy, absoluce, modlitby za umírající, řádové sliby a další rity, prostředky k léčení, pravidla. Text knihy je latinský, jen při křtu, sňatku a při přijetí heretiků do církve je ritus v místním jazyce – v různých vydáních německy, česky nebo polsky. Spis obsahuje nejen návody na posvěcení parament, svící, vody, křížů, růženců a podobné, ale i například pokyny pro posvěcení bylin, lázně pro nemocného či lístků lidově zvaných „ďáblovy biče“. Dále je zde obsaženo i zaříkávání proti bouři a blesku uhranutí či škodícímu ptactvu.[31] Kniha se údajně dočkala nejméně deseti vydání v kapesním osmerkovém formátu pro snadnou a praktickou manipulaci.[32][pozn. 12]
- Ordinationes rubricales pro sacrificio missae, choro et aliis functionibus. Pragae : typis Caroli Joannis Hraba, 1733. [32] s.[pozn. 13]
- Collectio, sive apparatus absolutionum, benedictionum, conjurationum, exorcismorum, rituum, et caeremoniarum ecclesiasticarum, ac administrationis sacramentorum.. Venetiis, apud Jo. Baptistam Recurti, 1736. 466 s.; 12°. [33]
- Manuale Minoriticum. Praha : Urban Goliáš, 1677. Duchovní příručka pro františkány obsahuje také dílo Speculum disciplinae ad novitios od sv. Bonaventury. Tuto knihu si řeholníci uchovávali při sobě ve svých celách a měli se k ní vracet pro podporu svého spirituálního života.[34]
- Rituale ecclesiasticum – liturgická a modlitební příručka pro kněze byla obdobou knihy Rituale Franciscanum určenou pro širší církev. Údajně se jedná o týž nebo jen zčásti pozměněné dílo, jen nakladatel pozměnil název, aby ukázal obecné užití díla, stejně již populárního mimo hranice františkánského řádu. Za svou oblíbenost vděčilo množstvím požehnání, jež nabízelo pro mnohé příležitosti společenského a osobního života.[35]

Podobně jako předloha obsahovala různé modlitby, absoluce, požehnání, exorcismy, liturgii svátostí aj. a také vyšla opakovaně ve více (5 nebo 6) vydáních.
- Byl editorem zpěvníku českých františkánů Hymnodia Franciscana ad usum Ordinis Fratrum Minorum S. Francisci Reformatorum Provinciae Bohemiae... . Praha : Jan Karel Hraba, 1686 (editio secunda). 8°.[36] Obsahuje zpívaná procesí a řadu písní k různým událostem a svátkům, některé upravené pro konkrétní konventy české provincie. Jak uvádí v předmluvě, rozhodl se Sannig dílo vydat, neboť dříve českých františkánem Modestem Meersteinem zpracovaná knížka obsahující procesí a jiné „musicalia Ordinis“ údajně „prýští mnohými chybami“.
- Jako český františkánský provinciál a generální řádový definitor zajistil vydání generálních řádových statut zaalpské (cismontánské) oblasti františkánů. Vytiskl je v Praze roku 1677 Bedřich Václav Svoboda.[pozn. 15] Šíření vytištěných řádových statut bylo ostatně nařízeno těmito statuty samotnými, které nařizovaly rovněž jejich pravidelné (2x ročně) předčítání všem řeholníkům v každém konventu. Od lepšího obeznámení se se základními františkánskými předpisy popisujícími veškeré detaily činnosti řeholníků mnohem podrobněji než původní řehole, si jistě sám Sannig sliboval zlepšení pořádku v sobě podřízené provincii.